# Salar Afrasiabi
Salar Afrasiabi (tiếng Ba Tư: سالار افراسیابی) là một tiền vệ bóng đá người Iran hiện tại thi đấu cho câu lạc bộ Iran Siah Jamegan ở Iran Pro League.

## Sự nghiệp câu lạc bộ
Afrasiabi bắt đầu sự nghiệp với Siah Jamegan từ Hạng đấu 2. Anh có màn ra mắt cho Siah Jamegan ngày 30 tháng 7 năm 2015 trước Esteghlal với tư cách đá chính.

## Thống kê sự nghiệp câu lạc bộ
Tính đến 30 tháng 7 năm 2015.
| Câu lạc bộ          | Hạng đấu            | Mùa giải            | Giải vô địch | Giải vô địch | Cúp Hazfi | Cúp Hazfi | Châu Á  | Châu Á    | Tổng    | Tổng      |
| Câu lạc bộ          | Hạng đấu            | Mùa giải            | Số trận      | Bàn thắng    | Số trận   | Bàn thắng | Số trận | Bàn thắng | Số trận | Bàn thắng |
| ------------------- | ------------------- | ------------------- | ------------ | ------------ | --------- | --------- | ------- | --------- | ------- | --------- |
| Siah Jamegan        | Hạng đấu 1          | 2013–14             | 22           | 0            | 1         | 0         | –       | –         | 23      | 0         |
| Siah Jamegan        | Hạng đấu 1          | 2014–15             | 17           | 0            | 0         | 0         | –       | –         | 17      | 0         |
| Siah Jamegan        | Pro League          | 2015–16             | 1            | 0            | 0         | 0         | –       | –         | 1       | 0         |
| Tổng cộng sự nghiệp | Tổng cộng sự nghiệp | Tổng cộng sự nghiệp | 40           | 0            | 1         | 0         | 0       | 0         | 41      | 0         |